# Joan Abellan i Mula
Joan Abellan i Mula (Barcelona, 25 de juliol de 1946) és dramaturg, director de teatre, assagista i professor de l'Institut del Teatre de la Diputació de Barcelona. Com a creador ha escrit i dirigit més d'una vintena de peces teatrals.
Ha escrit, entre d'altres, El bon samarità, càntir amunt, càntir avall (Premi Santamaria 1976, estrenada al Teatre Grec, de Barcelona, el mateix any); Concert impuntual i Una bassa d'oli, per a la TVE, el 1977; El collaret d'algues vermelles, en col·laboració amb Jaume Melendres, guardonada amb els premis Ciutat de Granollers i de la Crítica Serra d'Or, el 1979; Despertar glaçat de primavera i La ruta del salmó, distingides amb el Premi Nacional Ignasi Iglésias del 1982 i el 1984.
Ha publicat La representació teatral. Introducció als llenguatges del teatre actual, una versió catalana de Santa Joana dels Escorxadors, de Bertolt Brecht, i diversos llibres didàctics sobre teoria literària, com ara Introducció a la teoria de la literatura. Com a articulista, ha publicat regularment en revistes especialitzades tant catalanes com espanyoles i estrangeres com ara Serra d'Or, Estudis Escènics, Pipirijaina, El Público, Pausa o Theatre d'Europe. Va ser coordinador a Catalunya dels anys 1980 a 1993 a la revista El Público. Els seus assajos més rellevants han estat Artaud i el teatre, Boal contra Boal, el llibre d'entrevistes a l'autor i director brasiler Augusto Boal, i Els artistes plàstics de l'EADAG, el recull més ambiciós sobre el treball escenogràfic en el si de l'Escola d'Art Dramàtic Adrià Gual.

## Biografia
Va néixer al barri de Sants de Barcelona l'any 1946 en el si d'una família d'origen murcià. El seu primer contacte amb el teatre va ser com a espectador en els muntatges de l'Orfeó de Sants. A partir dels setze anys va compaginar la feina d'administratiu a Nestlé amb l'escriptura i, dins del mateix departament on treballava, va impulsar i participar en un grup de teatre amateur. Durant el servei militar a Viella, Abellan va entrar en contacte amb joves universitaris polititzats, fet que el va motivar a deixar la feina d'administratiu i a matricular-se a l'Institut del Teatre l'any 1970.
L'any 1971 va viatjar al festival Nancy i va entrar en contacte per primera vegada amb les tesis del Teatre de l'oprimit d'Augusto Boal, just a l'època en la qual Boal havia estat empresonat, fet que el conduiria, molts anys després i havent guanyat una beca de l'Institut del Teatre, a viatjar a Rio de Janeiro a entrevistar-lo com a part prèvia a l'escriptura de Boal contra Boal.
L'any 1974 va estrenar la seva primera obra a l'Institut del Teatre, Home tocant el flabiol damunt d'un núvol, que el Grup Nus va estrenar al pati del centre el 1974. En aquell mateix any, va entrar a formar part del cos docent d'aquest mateix organisme. L'any 1976 va estrenar al Festival Grec El bon samarità, càntir amunt, càntir avall, pensava que el cel guanyava i Déu se n'aprofitava o El Jardí de les Delícies, amb direcció de Pere Planella, Fabià Puigserver i Lluís Pasqual.
Va guanyar diversos premis per als seus textos teatrals, com el Premi Nacional Ignasi Iglésias en dues ocasions (1982 i 1984) i o el Premi Salvador Espriu (1985); alguns dels premis van ser compartits amb Jaume Melendres, com el Ciutat de Granollers i el Crítica Serra d'Or de 1979. Junt amb Melendres, Abellan va guanyar el premi Prudenci Bertrana de novel·la l'any 1990. Abellan sol englobar-se en la «generació dels Premis Sagarra» (Gallén, 2005; Graells, 2006), terme tanmateix discutit que engloba els autors en català apareguts al llarg dels anys seixanta i principis dels setanta que solien compartir el fet d'haver guanyat aquest guardó.
La seva tasca com a investigador, divulgador i pedagog és extensa i rellevant, en especial per l'esforç d'importació de tendències internacionals que havien tingut poc recorregut en l'àmbit català. Més enllà de la seva faceta com a autor i investigador teatral, Abellan va escriure també guions per a la televisió i la ràdio als anys setanta i vuitanta. Des de l'any 1995 i fins al 2015 Abellan va ser el cap del Departament d'Escenificació i Dramatúrgia de l'Institut del Teatre.

## Obres

### Novel·la
- La dona sense atributs (1990, juntament amb Jaume Melendres). Guanyadora del premi Prudenci Bertrana de novel·la 1989.

### Teatre
- Home tocant el flabiol damunt d'un nuvol (Inèdita, 1971).
- El bon samarità, càntir amunt, càntir avall (Inèdita, 1976). Premi Joan Santamaria del 1976.
- El collaret d'algues vermelles (1979, juntament amb Jaume Melendres). Premi Crítica Serra d'Or de Teatre i Premi de teatre Ciutat de Granollers del 1979.
- Despertar glaçat de primavera (1982). Premi Ignasi Iglésias del 1982.
- La ruta del salmó (1984). Premi Ignasi Iglésias del 1984.
- Eclipsi (1986). Premi Salvador Espriu de Teatre.
- La temporada a l'hivernacle (1987).

### Assaig
- La representació teatral (1983).
- Artaud i el teatre (1988).
- Introducció a la teoria de la literatura (1997, juntament amb Pere Ballart i Enric Sullà).
- Boal conta Boal (2001).
- Els Joglars. Espais (2002).
- Teoria literària I(2008). Publicat per la Universitat Oberta de Catalunya.
- Introducció a l'estudi de la literatura (2009, juntament amb Enric Sullà, Pere Ballart, Jordi Julià et al.). Publicat per la Universitat Oberta de Catalunya.

### Traduccions
- Bertold Brecht: Santa Joana dels Escorxadors [Die heilige Johanna der Schlachthöfe] (1983).

## Premis
- Premi de Teatre Ciutat d'Olot (1971): Home tocant el flabiol damunt d'un núvol.
- Premi Joan Santamaria de Teatre (1976): El bon samarità, càntir amunt, càntir avall, pensava que el cel guanyava i Déu se n'aprofitava o El Jardí de les Delícies.
- Premi Ciutat de Granollers de Teatre (1979): El collaret d'algues vermelles [amb Jaume Melendres].
- Premi Crítica Serra d'Or de Teatre (1979): El collaret d'algues vermelles [amb Jaume Melendres].
- Premi Nacional Ignasi Iglésias de Teatre (1982): Despertar glaçat de primavera.
- Premi Nacional Ignasi Iglésias de Teatre (1984): La ruta del salmó.
- Premi Salvador Espriu de Teatre (1985): Eclipsi.
- Premi Prudenci Bertrana de novel·la (1989): La dona sense atributs [ amb Jaume Melendres].